# Nyikolaj Antonovics Dollezsal
Nyikolaj Antonovics Dollezsal (oroszul: Николай Антонович Доллежаль; Omelnik, 1899. október 27. – Moszkva, 2000. november 20.) szovjet-orosz gépészmérnök. Az első szovjet ipari atomreaktorok főkonstruktőre volt. Később a hajófedélzeti és energetikai atomreaktorok kifejlesztésében játszott vezető szerepet. Nevéhez fűződik az RBMK grafitmoderátoros atomreaktor is.

## Élete
Az ukrajnai Omelnikben, az akkor az Orosz Birodalom Jekatyerinoszlavi kormányzóságának Alekszandrovszki járásához (ma: Zaporizzsjai terület Orehovói járása) tartozó faluban született értelmiségi családban. Apja állami szolgálatban álló mérnök volt. A család 1912-ben a Moszkvához közeli Podolszkba költözött, Dollezsal ott fejezte be 1917-ben a reáliskolát. Utána beiratkozott a Moszkvai Állami Műszaki Főiskola (ma: Bauman Műszaki Egyetem) gépészmérnöki karának hőtechnikai szakára. 1923-ban kapott gépészmérnöki oklevelet.
A főiskola befejezése után a Podolszki Gőzmozdonyjavító Üzemben kezdett el dolgozni. 1923 végén azonban egyik professzor ajánlására felvették a moszkvai szénmedencében szénkitermeléssel és feldolgozással foglalkozó Moszkvaugol tröszthöz. 1925-ben átment a moszkvai Tyeplo i szila vállalathoz, ahol a tervezőrészleg helyettes vezetője lett.
1929-ben európai tanulmányi körútra ment. Röviddel hazaérkezése után, 1930 októberében az Egyesített Állami Politikai Igazgatóság (OGPU) károkozás vádjával letartóztatta. Másfél évet töltött az OGPU vizsgálati fogságában, majd 1932 januárjában végül vádemelés nélkül kiengedték a börtönből. Továbbra sem kapott azonban teljes szabadságot, 1932–1933 között az OGPU Műszaki Osztályának felügyelete alatt tudományos és kutatóintézeti munkatáborként (saraska) működő OKB–8 tervezőiroda főmérnökének a helyettese volt. (Az OKB–8 az elsők között létrehozott, az OGPU által működtetett speciális munkatárbor volt.)
1933-tól több vállalatnál töltött be vezető beosztásokat. 1933–1934-ben a leningrádi Nitrogénipari Intézet műszaki igazgatója, 1935-től 1938-ig a kijevi Bolsevik gyár főmérnöke volt. 1938–1943 között Leningrádban és Szverdlovszkban dolgozott. Munkája mellett részt vett a Leningrádi Állami Műszaki Egyetem Vegyipari gépek tanszékének megszervezésében.

### Részvétele a szovjet atomprogramban
1943-ban kinevezték a moszkvai Vegyipari Gépgyártási Tudományos Kutatóintézet (NIIhimmas, vagy NII–8) igazgatójává. 1946-ban a Dollezsal vezette intézetet a szovjet atomprogramhoz kapcsolták, ettől kezdve Dollezsal és az intézete a szovjet reaktorfejlesztések egyik legfontosabb szereplőjévé vált. Dollezsal vezetésével készítették el az első szovjet ipari atomreaktorokat, az A és AI jelzésű grafitmoderátoros reaktorokat, melyek a szovjet atombomba-fejlesztéshez szükséges plutónium előállítására szolgáltak.
Az 1949-es sikeres atombomba-kísérlet után az NII–8 intézet a további reaktortípusok, így a hajófedélzeti atomreaktorok, az erőművi energetikai reaktorok és kutatóreaktorok fejlesztését is elkezdte más intézetekkel, pl. a Kurcsatov-féle intézettel együttműködve.
AZ 1950-es évek elején tervezték Dollezsal irányításával az AM jelzésű (AM – Atom Mirnij, magyarul: békés atom) grafitmoderátoros atomreaktort. A típust eredetileg hajófedélzeti üzemeltetésre tervezték, de a grafitmag alkalmazása erre nem tűnt alkalmasnak. Így az AM reaktor lett a világ első energiatermelő reaktora, amelyet az Obnyinszki atomerőműben helyeztek üzembe 1954-ben. A grafitmoderátoros, nyomottcsöves hűtésű AM reaktor tekinthető a későbbi RBMK reaktorok előfutárának.
Az AM reaktorral párhuzamosan, az 1950-es évek közepén folyt a VM jelzésű nyomottvizes hajófedélzeti atomreaktor fejlesztése, melyet először az első szovjet atom-tengeralattjárón, az 1958-ban üzembe helyezett K–3 Lenyinszkij Komszomol nevű hajón alkalmaztak.
Szintén 1958-ban helyezték üzembe a Szibériai atomerőműben az NII–8-nál kifejlesztett EI–2 típusú, kettős rendeltetésű atomreaktort, amely az energetikai alkalmazás mellett ipari célokat is szolgált (az atomfegyverekhez szükséges plutóniumot állított elő).
Az 1960-as évek elejétől foglalkozott az űrhajózásban felhasználható atomreaktorok fejlesztésével is.
Ugyancsak az 1960-as évek elején fejlesztették a Dollezsal vezette NII–8 intézetben az első szovjet nagy teljesítményű energetikai reaktorokat, az AM reaktor továbbfejlesztésének tekinthető AMB típust (AMB – Atom Mirnij Bolsoj). Az első ilyen kísérleti reaktort, a 100 MW teljesítményű AMB–100-ast 1964 áprilisában, majd a 200 MW teljesítményű AMB–200-as 1967-ben helyezték üzembe a Belojarszki atomerőműben.
Az 1960-as évek közepén kezdődött el a grafitmoderátoros RBMK reaktorok tervezése, melyek az AMB reaktoroknál alkalmazott műszaki megoldásokon alapultak. A nagy teljesítményű reaktorokat az energiatermelés mellett atomfegyverhez szükséges plutónium előállítására is szánták. Az első RBMK–1000 reaktorral felszerelt erőművi blokkot 1973-ban helyezték üzembe a Leningrádi atomerőműben.

### Oktatói és tudományos tevékenysége
Gyakorlati munkássága mellett oktatási tevékenysége is jelentős. 1961-ben a moszkvai Bauman Műszaki Egyetemen megszervezte az Energetikai gépek és berendezések tanszékét, amely a nukleáris iparral kapcsolatos gépgyártás egyik fő oktatási hátterévé vált. A tanszéket létrejöttétől 25 éven keresztül, 1986-ig vezette Dollezsal.
1953-tól a Szovjet Tudományos Akadémia levelező, majd 1962-től a rendes tagja volt.
1998-ban, 99 éves korában publikált cikket a Nauka i zsizny orosz tudományos folyóiratban a szögharmadolás problémájának egy lehetséges megoldásáról.

### A csernobili baleset után
A csernobili atomkatasztrófa után felvetődött a felelőssége a veszélyes reaktorkonstrukció kifejlesztésében játszott szerepe miatt. A baleset kivizsgálása során végül a felelősségét nem vizsgálták. A csernobili baleset azonban megviselte és 1986-ban lemondott az NII–8 intézet igazgatói posztjáról.
101 éves korában, 2000. november 20-án hunyt el Moszkvában.